# Ignatius Chama
Ignatius Chama (Mutomo-Kawambwa, 12 agosto 1957) è un arcivescovo cattolico zambiano, dal 12 gennaio 2012 arcivescovo metropolita di Kasama e dal 4 maggio 2021 presidente della Conferenza episcopale dello Zambia.

## Biografia
Ignatius Chama è nato a Mutomo-Kawambwa il 12 agosto 1957.

### Formazione e ministero sacerdotale
Ha compiuto gli studi secondari nel seminario minore di Mansa e poi ha studiato filosofia presso il seminario nazionale di Mpima e teologia nel seminario maggiore nazionale "San Domenico" di Lusaka. Ha completato gli studi in amministrazione d'impresa presso il Nyengezi Social Training Institute di Mwanza, in Tanzania.
Il 12 agosto 1984 è stato ordinato presbitero per la diocesi di Mansa. In seguito è stato vicario parrocchiale a Kasaba dal 1984 al 1985; direttore diocesano delle vocazioni dal 1986 al 1987; parroco di Kabunda e rettore del seminario minore "San Carlo Lwanga" di Bahati dal 1987 al 1990; vice-tesoriere diocesano e direttore del consiglio per gli affari economici dal 1991 al 1993; tesoriere diocesano e direttore del consiglio per gli affari economici dal 1994 al 1997; economo del seminario minore "San Carlo Lwanga" di Bahati dal 1998 al 2002 e direttore dell'ufficio per lo sviluppo della diocesi e cappellano della congregazione diocesana delle sorelle della misericordia a Mansa.

### Ministero episcopale
Il 17 luglio 2008 papa Benedetto XVI lo ha nominato vescovo di Mpika. Ha ricevuto l'ordinazione episcopale il 28 settembre successivo dall'arcivescovo Nicola Girasoli, nunzio apostolico in Zambia e Malawi, co-consacranti il vescovo di Chipata George Cosmas Zumaire Lungu e l'arcivescovo metropolita di Kasama James Mwewa Spaita.
Il 12 gennaio 2012 lo stesso pontefice lo ha nominato arcivescovo metropolita di Kasama e amministratore apostolico sede vacante et ad nutum Sanctae Sedis della diocesi di Mpika. Il 29 giugno successivo ha ricevuto il pallio a Roma dal papa.
Ha partecipato alla III assemblea generale straordinaria del Sinodo dei vescovi che ha avuto luogo nella Città del Vaticano dal 5 al 19 ottobre 2014 sul tema "Le sfide pastorali della famiglia nel contesto dell'evangelizzazione".
Nel novembre del 2014 ha compiuto la visita ad limina.
Dal 4 maggio 2021 è presidente della Conferenza episcopale dello Zambia. In precedenza, dal 2011 al luglio del 2014, aveva ricoperto lo stesso incarico. Dal 12 aprile 2018 al 4 maggio 2021 è stato vicepresidente della stessa.

## Genealogia episcopale e successione apostolica
La genealogia episcopale è:
- Cardinale Scipione Rebiba
- Cardinale Giulio Antonio Santori
- Cardinale Girolamo Bernerio, O.P.
- Arcivescovo Galeazzo Sanvitale
- Cardinale Ludovico Ludovisi
- Cardinale Luigi Caetani
- Cardinale Ulderico Carpegna
- Cardinale Paluzzo Paluzzi Altieri degli Albertoni
- Papa Benedetto XIII
- Papa Benedetto XIV
- Papa Clemente XIII
- Cardinale Marcantonio Colonna
- Cardinale Giacinto Sigismondo Gerdil, B.
- Cardinale Giulio Maria della Somaglia
- Cardinale Carlo Odescalchi, S.I.
- Vescovo Eugène de Mazenod, O.M.I.
- Cardinale Joseph Hippolyte Guibert, O.M.I.
- Cardinale François-Marie-Benjamin Richard de la Vergne
- Cardinale Pietro Gasparri
- Cardinale Clemente Micara
- Cardinale Antonio Samorè
- Cardinale Angelo Sodano
- Arcivescovo Nicola Girasoli
- Arcivescovo Ignatius Chama

La successione apostolica è:
- Vescovo Patrick Chilekwa Chisanga, O.F.M.Conv. (2014)
- Vescovo Justin Mulenga (2016)